# San Jerónimo (Montserrat)
San Jerónimo (en catalán: Sant Jeroni) es el pico más alto del macizo rocoso de Montserrat, con una altura de 1236m m s. n. m. Se encuentra en la confluencia de los límites de los términos municipales de Bruch (comarca de Noya), Marganell (comarca del Bages) y Collbató (comarca del Bajo Llobregat).
Cerca de la cima hubo una ermita (más tarde reconvertida en restaurante), hay también una capilla y la estación del Funicular Aéreo de Sant Jeroni, actualmente cerrado, en el Mirador del Moro.
En la cima hay un vértice geodésico, construido el 6 de agosto de 1977. Tiene como coordenadas Longitud: 1° 48' 44,9557' '. Latitud: 41° 36' 23,2818' '
Se le considera como el punto más elevado de las comarcas del Bages y de Noya.

## Acceso desde el Monasterio de Montserrat
Da inicio en unas escaleras que parten a la izquierda de la fuente del Portal, al oeste del santuario. Se deja un barranco a la izquierda. En el bosque de encinas por el que se transita hay plantas trepadoras como la hiedra, la zarzaparrilla y la madreselva. También arbustos típicos del encinar mediterráneo (durillo, madroño y aladierno). En zonas umbrías podemos ver arces, serbales, avellanos y acebos. El camino pasa entre dos rocas (Paso del Francés) y tras 200 m de desnivel se llega a un rellano con tres senderos, continuándose por el del centro hasta llegar al Pla dels Ocells. Aquí hay un pequeño monolito. A partir de aquí un camino ascendente bordea el lecho de un torrente, hasta llegar a la capilla de San Jerónimo. De aquí parten un camino al mirador y unas escaleras a la cima.

## Funicular
La idea de un funicular aéreo entre Montserrat y San Jerónimo nació en 1913. Aprobado en 1921, la sociedad mercantil denominada Funicular Aéreo de Montserrat a San Jerónimo se creó en 1922. Las obras se inician en 1923 y concluyen en 1929. Una vez concluido se convirtió en el más inclinado de Europa, con una pendiente en su último tramo de casi el 200%. Se puso en servicio el 29 de julio de 1929.
En 1983 se suspendió el servicio del funicular por claros síntomas de envejecimiento y no volvió a transportar más pasajeros. Entre 1983 y 1986 se utilizó  puntualmente para el traslado de personal de servicios y en una sola cabina. A finales de 1987 se clausuró definitivamente.
Entre 1988 y 1995 se desmontaron los cables, se bajaron las cabinas, se demolió la estación inferior y se retiraron los motores. Una de las cabinas se conservó en el Centre d'Estudis dels Ferrocarrils Industrials i Secundaris (CEFIS), en La Pobla de Lillet.
Se aprovechó parte de la instalación superior para unificar los diferentes repetidores que había diseminados por la montaña.

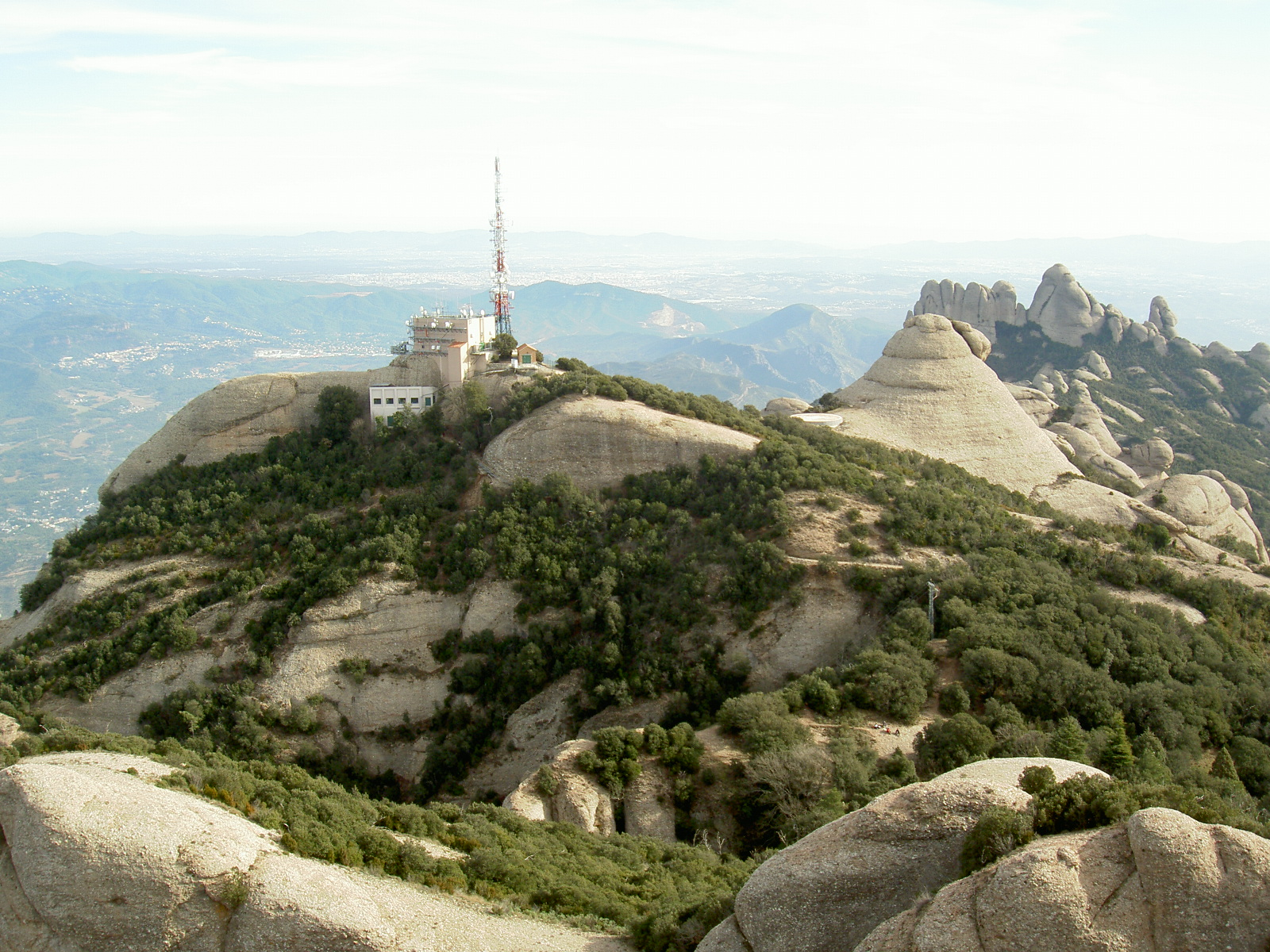
Vista del centro de comunicaciones desde la cima de San Jerónimo.